# Паллавичини, Альберто
Альберто Паллавичини (итал. Alberto Pallavicini; ум. 15 марта 1311) — маркиз Бодоницы.

## Биография
Сын и наследник маркиза Томмазо Паллавичини (ум. 1290/1300) и его не известной по имени и происхождению жены.
Женился на Марии далла Карчери, дочери Гаэтано Карчери, и по её правам стал триархом Эвбеи (правителем 1/6 части Негропонтского княжества) («Ser Albertus Pallavicinus, comes Bondenize et dominus sexterij Nigropontis»).
Альберто Паллавичини погиб 15 марта 1311 в битве при Кефиссо, в которой был одним из предводителей афино-фиванского войска. В этой битве войска каталонской компании разгромили своих противников, и в результате завоевали Афино-Фиванское герцогство.
Бодоница была разграблена, и возможно, поэтому не включена в состав владений каталонцев. Чтобы обрести надёжного защитника, вдова Альберто Мария далла Карчери в 1312 г. вышла замуж за знатного венецианского дворянина Андреа Корнаро (ум. 1323). Он объявил себя маркизом половины Бодоницы по правам жены. Вторая половина досталась его падчерице — Гульельме (ум. 1338), дочери Альберто Паллавичини, жене генуэзца Бартоломео Цаккария из рода сеньоров Хиоса.
Андреа Корнаро признал власть арагонского генерала-викария с ежегодной уплатой дани в размере четырёх снаряжённых лошадей. Венеция в 1319 году включила Бодоницу в свой мирный договор с арагонцами, и после этого опасность вторжения миновала.
Когда Андреа Корнаро умер, Гульельма Паллавичини и её первый муж Бартоломео Цаккария унаследовали его часть Бодоницы.